# Cyclocephala vinosa
Cyclocephala vinosa är en skalbaggsart som beskrevs av Gilbert John Arrow 1937. Cyclocephala vinosa ingår i släktet Cyclocephala och familjen Dynastidae. Inga underarter finns listade i Catalogue of Life.